# Зина Юрданова
Зина Михайлова Юрданова е българска художничка.
От 1923 до 1926 година учи живопис в Художествената академия в София в класа на проф. Стефан Иванов, но завършва следването си в Мюнхенската художествена академия, където нейни преподаватели са проф. Мориц Хайнман и проф. Карл фон Маар, при когото са специализирали още Дечко Узунов и Борис Денев.
Юрданова започва творческия си път в областта на портрета. Рисува серия портрети на известни творци, сред които Стефан Бобчев (1935), Васил Стоилов (1940) и Стоян Венев (1947). През 1940 г. рисува свой автопортрет. Предпочитани техники са акварел, темпера, маслени бои, а след 1972 г. – акрилни бои.
По-късните ѝ творчески изяви са в областта на пейзажа, натюрморта и фигуралната композиция. Платна на Зина Юрданова са притежание на Националната художествена галерия, Софийската градска художествена галерия, градските галерии във Видин, Добрич, Кюстендил, Кърджали, Плевен, Сливен, както и на множество частни колекции в България и чужбина.
Нейни творби участват в много общи художествени изложби в София и страната. Самостоятелни изложби Юрданова организира през 1964, 1965, 1971, 1977, 1981, 1987, 1993 и 1994 година. През 1947 г. нейни картини са изложени в Париж, както и през 1994 г., когато участва в Есенния салон на изкуствата.
Зина Юрданова е двукратен носител на орден „Кирил и Методий“: III степен през 1967 година и I степен през 1984 година.